# Yugada

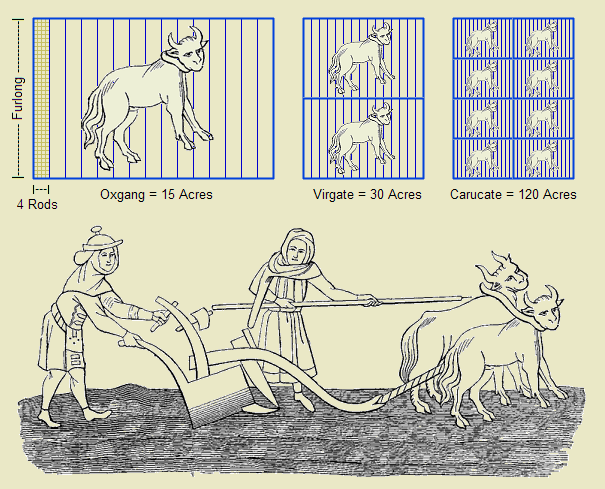
Unidades antrópicas
para superficies agrarias.

Yugada es una medida agraria de superficie de carácter antrópico y tradicional, lo que la hace muy variable en distintas zonas y épocas. Su equivalencia con el sistema métrico va de un cuarto de hectárea (2500 m²) a 32 hectáreas. La hectárea tiene 10 000 m² por lo tanto 32 hectáreas serían 320 000 m².

## Antigua Roma
El término latino iugerum, jugerum, iugera o iugus designa una medida equivalente a un rectángulo con lado mayor de 240 pedes (pie romano) o 71 m y con lado menor de 120 pedes o 35,5 m; es decir 28 800 pedes quadrati (pies cuadrados), lo que equivale a 0,623 acres o 0,25 hectáreas. Para algunos autores (Marco Terencio Varrón, Columela), su nombre deriva de ser el doble del actus quadratus; siendo un actus la estimación de la longitud del surco que una yunta de bueyes puede labrar sin detenerse (120 pies). Dos iugera constituyen un heredium, la asignación que se dio inicialmente a cada ciudadano romano como propiedad heredable. Cien heredia constituyen una centuria y cuatro centuriae un saltus. En medidas unciales el iugerum se subdivide en 288 scrupuli  de cien pies cuadrados (9,2 m²).
No obstante, las medidas no parece que se utilicen unívocamente en todas las fuentes:

... en cuanto a la medición de los campos, se han establecido diferentes unidades de medida en cada caso. Pues en Hispania Ulterior se miden en yugos (iuga), en Campania en versos (uersus); entre nosotros, en el campo romano y latino en yugadas [iugeris]. Llaman iugum, a aquello que los bueyes uncidos pueden arar en un día. Dicen uersum a una superficie cuadrada de cien pies. La yugada (iugerum) es la que tiene dos actus cuadrados. El acto (actus) cuadrado, que tiene ciento veinte pies de ancho y otro tanto de largo: esta medida se llama en latín acnua.
Varrón, De re rustica, 1.10.1-2

"... la acción de Tiberio Graco en 133 [a. C.] consistió en limitar la propiedad de ager publicus a 500 iugera (unas 125 hectáreas), más 250 iugera adicionales por cada dos hijos varones, pero el ager privatus no fue cuestionado en ningún momento." "Plutarco, que sólo habla del límite de 500 yugadas, tampoco nos informa acerca del autor ni de la fecha; solamente señala que es anterior a los Gracos." "500 iugera era ya una gran propiedad sobre todo si se piensa que al principio de la República la hacienda de cada ciudadano era de 7 iugera". "... en el 173 a. C., el terreno agrícola, el ager publicus ligur y galo, se distribuyó a individuos en pequeños lotes, sin constituir colonias organizadas, como repartos de tierra viritanos de diez iugera para los colonos romanos y de tres para los aliados latinos".

## España
La palabra española "yugada" es definida por el DRAE como la cantidad de tierra de labor que es capaz de trabajar en un día una yunta (palabra que también se da como sinónimo de "yugada"), es decir, una pareja de bueyes uncidos con un yugo. Equivale a 50 fanegas o 32 hectáreas.
Según un texto de 1736, "en Valencia se cuenta por hanegadas, cahizadas y yugadas. La hanegada consta de 200 brazas cuadradas o 16 200 palmos cuadrados. La cahizada, de 6 hanegadas, esto es, de 97 200 palmos cuadrados. La yugada consta de 6 cahizadas, esto es, de 583 200 palmos cuadrados". Eso equivale a 2,5 hectáreas (25 409 m² para un palmo lineal de 0,20873 m).
En Navarra, en cambio, equivalía a 1/2 cahizada, 2 robadas, 4 peonadas, 8 cuarteladas o 32 almutadas. En medidas actuales correspondería con unas 17,97 áreas (1796,912 m²)

## Italia
En la Italia septentrional del Medioevo se utilizaba el iugero como medida, dividida en doce pérticas cuadradas (pertiche; la pértica lineal era de 12 a 6 pies según la zona) o 288 tavole (tavola); doce iugeri componían un manso. En los documentos altomedievales aparece generalmente como jugium o jugis, y sólo reaparece la forma clásica iugerum en la Baja Edad Media. El valor variaba según la zona, en torno a los 7000 u 8000 m². Se le consideraba equivalente al terreno labrable en una jornada. En el significado equivalente al iugerum romano fue sustituido por otras unidades como la biolca, la tornatura y la giornata piemontese.
Según la zona se subdividía en 12 pertiche iugiali de 24 tavole, o en 24 staia (staio) de 12 tavole, o cuatro biolche (biolca) de 72 tavole.

## Francia y zonas de lengua francesa
Se utilizaban los términos journal de bœufs, jugère. El término "arpende" (en francés arpent, en latín clásico arapennem o arepennem, en latín vulgar arepende o arependis) deriva de la medida prerromana usada por los galos (are-penno) que se basaba en la longitud que se atribuía a un disparo de flecha; como medida de superficie el arpent (cuadrado) equivale al acre (del germánico acker) o a cien perches carrés (pérticas cuadradas), de dimensión variable según la longitud de la pértica, distinta en cada zona, aunque la más habitual era la pértica de 22 pieds du Roi (pies de Rey), que resulta en el acre françois des eaux et forêts (acre francés) equivalente a 5107 m², mientras que el acre derivado de la perche ordinaire ("pértica ordinaria") de 20 pieds du Roi equivale a 4220,8 m². En Nueva Francia (actual Quebec, en Canadá) se usaba la perche de Roi de 18 pies, lo que da un acre de 32 400 pieds du Roi carrés (pies de Rey cuadrados) equivalente a 3418,9 m² (0,34189 hectáreas, que en pies ingleses cuadrados —medida utilizada en el Canadá anglófono— son 36 802).

## Otros territorios

### Zonas de habla alemana
La medidas correspondientes son:
- joch (entre 0,33 y 0,58 hectáreas —3300 a 5800 m²—)[28]
- juchart (equiparado a 0,45 hectáreas desde el Concordato de 1835)[29]
- tagewerk o tagwerk[30] (para extracción de turba —2048 pies cuadrados—)
- morgen[31] (2500-3500 m² —0,25-0,35 hectáreas—)
- hufe o hube[32]

### Zonas de habla inglesa
La medidas correspondientes son:
- oxgang[34] o bovate (de 15 a 20 acres —15 acres equivalen a 61 000 m², 6,1 hectáreas—)
- manse (anglización del mansus carolingio, proveniente de Francia)[35] equivalente al hide,[36] se basaba en un criterio militar (cada tres mansi —posteriormente cada cuatro— suministraban un guerrero y su equipamiento).

### Zonas de habla neerlandesa
- hoeve[37] (de 10 a 15 hectáreas, según la naturaleza arcillosa o arenosa del terreno)

### Zonas de habla árabe
La medidas correspondientes son:
- feddan (فدان , faddān —"pareja de bueyes"—-), equivalente a 0,42 hectáreas.[39]